# 89P/Russell
89P/Russell 2, komet Jupiterove obitelji.